# Martha Corey
Pour les articles homonymes, voir Corey.
Martha Corey, née en Angleterre vers 1619 ou 1620, a été accusée de sorcellerie pendant les procès des sorcières de Salem, et exécutée par pendaison le 22 septembre 1692. Son mari, Giles Corey, a également été exécuté. 

## Biographie
Martha Corey naît en Angleterre dans les années 1620 et émigre dans le Massachusetts. Veuve, elle se remarie avec Giles Corey, propriétaire de terres dans la région de Salem, sans doute dans les années 1680. Elle participe à partir de 1690 à la vie de l'Église fondée par Samuel Parris, un ancien marchand, à Salem Village en 1689, et elle est connue pour sa piété et sa fréquentation régulière de l'église. 
Des premières jeunes filles se plaignent de maux étranges — diagnostiqués comme les effets d'actes maléfiques — et, avec d'autres villageois, accusent au total 156 personnes de sorcellerie. Les trois-quarts d'entre elles sont des femmes, la plupart résidant à Salem ou Andover. Martha Corey assiste aux premiers procès avec son mari, et manifeste publiquement ses doutes sur la réalité des actes de sorcellerie évoqués. Elle est convaincue que les accusatrices mentent, et c'est pour cette raison qu'elle est elle-même accusée de sorcellerie par deux des jeunes filles, Ann Putnam et Mercy Lewis (en). 
Sans mesurer le degré d'hystérie qui a saisi le village de Salem, elle se rend à son procès en ne doutant pas qu'elle serait innocentée. Pendant son interrogatoire, elle atteste qu'elle est une femme d'Évangile (« A Gospel Woman ») et répond aux juges que ses accusatrices ne sont que de « pauvres enfants tourmentés » (« poor, distracted children »), aux paroles desquelles il ne faut pas croire : « We must not believe all that these distracted children say ». Le jury se convainc pourtant de sa culpabilité, et la condamne à la mort par pendaison. La sentence est exécutée le 22 septembre 1692, Martha Corey a alors 72 ans.
Son mari, Giles Corey, sans doute atteint de démence sénile depuis le printemps 1692 et déstabilisé par l'agitation qui entoure les événements, a d'abord accusé son épouse de sorcellerie. Il refuse toutefois de confirmer ses propos et est lui-même exécuté, sans procès, le 19 septembre 1692.

## Postérité
Martha et Giles Corey sont deux personnages de la pièce de théâtre d'Arthur Miller, Les Sorcières de Salem (de Martha Corey, on n'entend que la voix). Dans les deux adaptations cinématographiques de la pièce, en 1957 Les Sorcières de Salem puis en 1996 La Chasse aux sorcières, son rôle est joué à l'écran par Jeanne Fusier-Gir puis, en 1996, par Mary Pat Gleason.